# Арманум
Арманум (аккад. Ar-ma-num) — город-государство в Северной Сирии, упоминаемое в аккадских источниках. Точное местоположение не установлено. Возможно, тождественно с Арми эблаитских табличек.

## Упоминания в аккадских источниках
Важнейшим источником, упоминающим Арманум, является клинописная табличка UET I 275, обнаруженная Леонардом Вулли при раскопках жилых кварталов Ура. Табличка является старовавилонской копией надписи аккадского царя Нарам-Суэна и повествует о покорении им городов-государств Северной Сирии — Арманума и Эблы, лежавших на пути Нарам-Суэна к Средиземному морю. После описания обширных завоеваний Нарам-Суэна с помощью оружия бога Нергала (I 1-29) следует повествование о том как при поддержке бога Дагана аккадский царь покорил Арманум, Эблу и область Среднего Евфрата (I 30—II 23), а также пленил Рид-Адада, царя Арманума (II 29—III 10, III 28). Нарам-Суэн именует себя «покорителем Арманума и Эблы», что ставит эти победы в число его важнейших внешнеполитических достижений. Надпись изобилует ссылками на волю Дагана (в том числе фраза «бог Даган дал мне Арманум и Эблу»: III, 23-27) и Нергала, которые помогали Нарам-Суэну. После сведений об изготовлении диоритовой статуи царя следует необычайно развернутое описание мощной крепости Сикуманум (аккад. Si-ku-ma-num) с тремя рядами стен (IV 20—VI 17); большинство исследователей полагает, что здесь речь идёт именно об укреплениях Арманума, начальный знак имени которого по каким-то причинам был записан иначе.
Новейшие данные об осаде Нарам-Суэном Арманума и Эблы получены при раскопках памятника Тулул-эль-Бакарат (Tulul al-Baqarat, вероятно исторический Кеш): источник современен описываемым событиям (датируется правлением Нарам-Суэна) и представляет собой надпись на обломке серого камня — предположительно фрагменте диоритовой стелы. Содержащиеся в источнике сведения описывают кампанию против Арманума не просто как завоевание отдельного города, а как длительную войну против могущественного западного царства и его союзников со множеством битв и большими потерями обеих сторон: упоминается беспрецедентное число в 80 508 пленных. Лишь разгромив Арманум Нарам-Суэн установил контроль над всем сирийским регионом вплоть до хребтов Амана и Средиземного моря и добавил к своей титулатуре эпитет «покоритель Арманума и Эблы».
В одной из надписей Нарам-Суэн говорит о том, что покорил страну Симурум, которая находилась в северной Месопотамии, и пленил правителей Симурума и Арманума. В позднем эпическом произведении «Царь Куты» (то есть кутиев), Нарам-Суэн трижды безуспешно посылает войска против вражеской коалиции 70 царей, в том числе и против Арманум; но ни один воин не возвращается живым; враги Нарам-Суэна фигурируют под названием «умманманда».

## Локализация
Исследователи описывают Арманум как город-государство в Северной Сирии, точное местоположение которого неизвестно. В надписи на табличке UET I 275, Арманум упомянут как один из пунктов на пути сирийского похода Нарам-Суэна, проходившего через Арманум, Эблу и далее на запад — к хребтам Амана, «Кедровым горам» и «Верхнему морю». Из этой последовательности делается вывод о расположении Арманума где-то к востоку от Эблы. На расположение Арманума в окрестной Эбле области Среднего Евфрата указывает неоднократное апеллирование Нарам-Суэна к богу Дагану (в том числе фраза «бог Даган дал мне Арманум и Эблу»: III, 23-27), который был важнейшим божеством среднеевфратского региона. Города в окрестностях Эблы описываются и в текстах самой Эблы; наиболее часто там упоминаются: Мари, Эмар (известные древние города) и Арми/Армиум (местоположение не установлено); большинство современных исследователей отождествляют Арманум именно с Арми/Армиумом, упоминаемым вместе с другими городами Среднего Евфрата и Джезире (области Северной Сирии). Исходя из клинописных описаний и данных археологических разведок, наиболее подходящим кандидатом на отождествление с клинописным Арманумом/Арми является телль Банат-Базиль на Среднем Евфрате — мощная цитадель эпохи ранней бронзы.
В ранних, ныне устаревших публикациях отождествлялся с Халебом (Алеппо). В старых публикациях также локализовался в Загросских горах и на Армянском нагорье (название страны связывалось с названием «Армения»). Было также выдвинуто предположение о двух Арманумах — в Загросских горах и Сирии[проверить].
Нарам-Син также описывает, что он подчинил «Верхнее море» при захвате Арманума. Под этим морем могло быть упомянуто либо озеро Ван, либо озеро Урмия. Но озеро Урмия находится слишком далеко от Эблы.
Вячеслав Иванов заметил при изучении эблаитских текстов, что из города Арми в город Эблу пришёл некий «сын Хайи», а также там упоминается топоним «Ази». Личное имя «Хайа» связанo с  самоназванием (эндоэтнонимом) армянского народа «hay», а топоним «Ази» связанo с одним из названий Хайасы-Ацци.
Исследования показали, что в аккадском языке есть слова, связанные с Арманум. Например, абрикос на аккадском языке— «арманну», а серна — «арманту». И абрикос и серна не имеют отношения к Месопотамии. Ho вот родиной абрикоса является Армянское нагорье и серна обитает там же. Кроме того, кедровые леса, которые упоминаются наряду с упоминанием Арманума, растут также в предгорьях и в горaх Армянского (Восточного) Тавра.
Примечательны также и другие документы экономического характера из архива Эблы. Так, в одной клинописи говорится в частности: «Вязанное платье восхитительного качества, одно вязaнное и одно разноцветное платье даётся посреднику haj-а». Далее там, где речь идёт о раздаче драгоценных изделий, опять говорится: «Одно изделие из 20 сиклей золота даётся haj-е». После этого В. Иванов пишет: «Особенно интересно, что в этом случае упомянутый человек связывается с областью Арми» и приводит следующую цитату: «1 кусти вязанных изделий для армийца Мурия». В клинописи Арми упоминается ещё и в связи с другим посредником: «1 кусит вязанного изделия, 1 актум вязанныx платьев, 1 разноцветное платье высокого качества для армийца Малума». Имена армийцев из дворцовых архивов Эблы похожи на индоевропейские анатолийские личные имена, фигурирующие в ассирийских торговых документах на полвека позже.
Эблаитские сообщения об Арми, датированные ок. 2500—2300 гг. до н. э., как полагают, содержат самый ранний засвидетельствованный анатолийский (и индоевропейский) язык, а именно список мужских личных имён, оканчивающихся на -adu (например, La-wadu и Mu-lu-wa-du).
Некоторые армянские историки считают, что Арманум есть древнейшая Армения.